# Aquaforte
Aquaforte est une ville canadienne sur la côte sud de la péninsule d'Avalon en Terre-Neuve dans la province Terre-Neuve-et-Labrador. Au recensement de 2006, on y a dénombré une population de 103 habitants.

## Description
L'économie de la ville a toujours été basée sur la pêche. En 1864, il y avait deux familles.
Elle est située à 4 milles de Ferryland et à 40 milles de Saint-Jean de Terre-Neuve par la mer. Aquaforte a l'un des havres les plus sécuritaires de l'île. La morue était sa principale industrie.
Elle a été incorporée comme communauté en 1972.

## Démographie
| \| Année \| Habitants \| \| ----- \| --------- \| \| 1911 \| 192 \| \| 1940 \| 172 \| \| 1951 \| 167 \| \| 1956 \| 200 \| \| 1976 \| 172 \| \| 2001 \| 133 \| \| 2006 \| 103 \| |           |
| Année | Habitants |
| 1911 | 192       |
| 1940 | 172       |
| 1951 | 167       |
| 1956 | 200       |
| 1976 | 172       |
| 2001 | 133       |
| 2006 | 103       |

## Compléments